# Cholganna
A Cholganna a Csillagok háborúja elképzelt univerzumának egyik bolygója.

## Leírása
A Külső Peremben található Cholganna rendszerben helyezkedik el. Az északi félgömb hűvös, míg a déli félgömb meleg éghajlatú. Felszínét erdők, esőerdők és nagy mocsaras területek borítják. Ez a bolygó otthona az igen jól ismert nexunak. További őshonos élőlények: a fánlakó polip és a kéreg patkány; mindkettő szerepel a nexu étlapján. A bolygó fő látványossága az Indona kontinens, ahonnan a nexu származik.

## Megjelenése a filmekben, könyvekben
A „Star Wars: The Old Republic, Blood of the Empire Act 2: The Broken World” című internetes képregényben említik meg ezt a bolygót.

## Fordítás
- Wookieepedia: Cholganna